# مری لیورمور باروز
مری لیورمور نوریس باروز (۳۰ ژوئن ۱۸۷۷–۱مارس ۱۹۵۵) یک سیاستمدار آمریکایی بود. او نماینده ملروز در مجلس نمایندگان ماساچوست بود.

## سنین جوانی و تحصیل
در ۳۰ ژوئن ۱۸۷۷ از اسکار و هنریتا وایت (لیورمور) نوریس در ملروز، ماساچوست متولد شد. باروز نوه مری لیورمور بود. او از کالج ولزلی فارغ‌التحصیل شد، جایی که او عضو اتحادیه حق رأی برابر کالج بود. در ۱ ژوئیه ۱۹۰۱، او با مالکوم دانا باروز، برادر آلیس باروز ازدواج کرد. آنها دو پسر به نام‌های مالکوم جونیور و جان داشتند.

## زندگی سیاسی
قبل از ورود به مجلس ماساچوست، باروز یکی از اعضای هیئت مدیره ملروز بود. او برای اولین بار در سال ۱۹۲۶ به عنوان یک زن عضو هیئت مدیره انتخاب شد و اولین زن عضو هیئت مدیره ملروز شد.
باروز اولین بار در سال ۱۹۲۸ به عضویت مجلس ماساچوست انتخاب شد و اولین زنی بود که نماینده ملروز بود. او در سال ۱۹۳۸ از مجلس بازنشسته شد.
باروز یک جمهوری‌خواه بود.
باروز در ۱ مارس ۱۹۵۵ در بیمارستان ملروز درگذشت.